# Rattpack

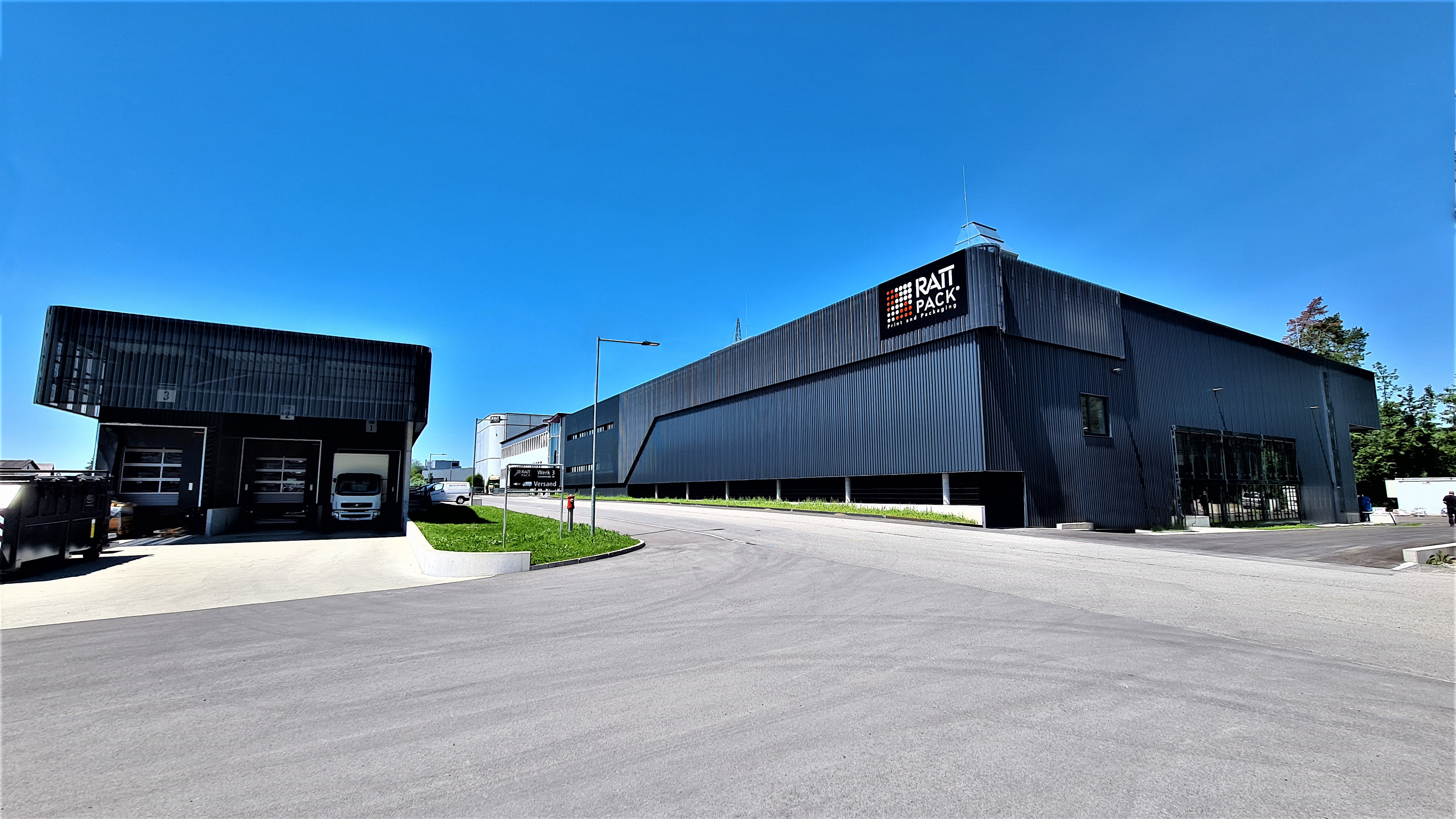
Rattpack-Standort Wolfurt

Die Rattpack Gruppe (kurz Rattpack), mit Hauptsitz in Wolfurt (Vorarlberg, Österreich), ist ein Hersteller von Verpackungslösungen, die in den Kernbereichen Pharmazie, (Pet) Food, Kosmetik und Industrie Anwendung finden.
Rattpack wurde 1953 von Hugo Ratt in Dornbirn, Österreich, gegründet und wird heute in dritter Generation geführt.
Das Familienunternehmen verzeichnet einen Jahresumsatz von 150 Mio. Euro und beschäftigt derzeit rund 600 Mitarbeiter an neun Standorten (Stand Dezember 2024).

## Geschichte
Im Jahr 1953 gründete Hugo Ratt († 1984) das Unternehmen in Dornbirn, Österreich. Anfangs war es ein einfacher Handwerksbetrieb, der Graupappe zu Schuhschachteln verarbeitete. Im Jahr 1965 übernahm sein Sohn Wolfgang Ratt die Geschäftsleitung und leitete eine Phase der Spezialisierung und Industrialisierung ein. Dies führte zum Ausbau des Unternehmens zu einem Schichtbetrieb und zur Einführung von Offsetdruckmaschinen, automatischen Stanzen und Klebestraßen. Im Jahr 2003 übernahmen seine Söhne Stephan und Matthias Ratt gemeinsam die Geschäftsleitung. Das Unternehmen beschäftigte zu der Zeit bereits 90 Mitarbeiter.
Das Wachstum der Rattpack Gruppe ist unter anderem durch die Übernahmen mehrerer Werke bedingt, darunter 2023 GIKO Verpackungen GmbH in Weiler und Druckerei Wenin in Dornbirn.

## Produkte
Die Kernprodukte von Rattpack umfassen Kartonagen, flexible Verpackungen (beispielsweise aus Kunststoff- oder Aluminiumfolien oder Papieren), Faltschachteln, Beipacktexte, Outserts, Displays, Skin- und Blisterkarten und Naßleimetiketten.